# Lum Zhaveli
Lum Zhaveli (Pristina, 5 de març de 1990) és un nedador i informàtic kosovar. Es va començar a interessar en la natació als 14 anys, i va millorar els seus entrenaments quan va començar a estudiar a Londres. Durant la seva estada de cinc mesos a Londres, va guanyar més de deu medalles en diverses competicions, cinc de les quals d'or. Es va veure obligat a tornar a Kosovo a causa de problemes de visat. Dos anys més tard, Zhaveli va tenir l'oportunitat de seguir avançant en els seus estudis a Tessalònica i va continuar els seus estudis al CITY College. Mentre estudiava a la universitat, va entrar a formar part d'un equip local i va continuar progressant en la natació. El 2013 es va graduar en ciències de la computació per la Universitat de Sheffield i va treballar breument com a enginyer de programari per a Alt3c. És fundador i membre de la junta del capítol kosovar de l'Association for Computing Machinery.
Forma part del club esportiu STEP Prishtina. És nedador en equip nacional de Kosovo des de 2002 i el 2008 va ser nomenat millor nedador del país. Va participar en els 50 metres braça i lliures masculí del Campionat del Món de natació de 2015. L'any següent va participar en els 50 m lliures masculí dels Jocs Olímpics d'Estiu de 2016 representant Kosovo. També va participar en el Campionat d'Europa de natació de 2016.